# Adrienn Kocsis
Adrienn Kocsis (1973) es una deportista peruana que compitió en bádminton. Ganó dos medallas de bronce en los Juegos Panamericanos de 1999, en las pruebas de dobles y dobles mixto.

## Palmarés internacional
| Juegos Panamericanos | Juegos Panamericanos | Juegos Panamericanos | Juegos Panamericanos |
| Año                  | Lugar                | Medalla              | Prueba               |
| -------------------- | -------------------- | -------------------- | -------------------- |
| 1999                 | Winnipeg (Canadá)    | Medalla de bronce    | Dobles               |
| 1999                 | Winnipeg (Canadá)    | Medalla de bronce    | Dobles mixto         |